# マリア神学

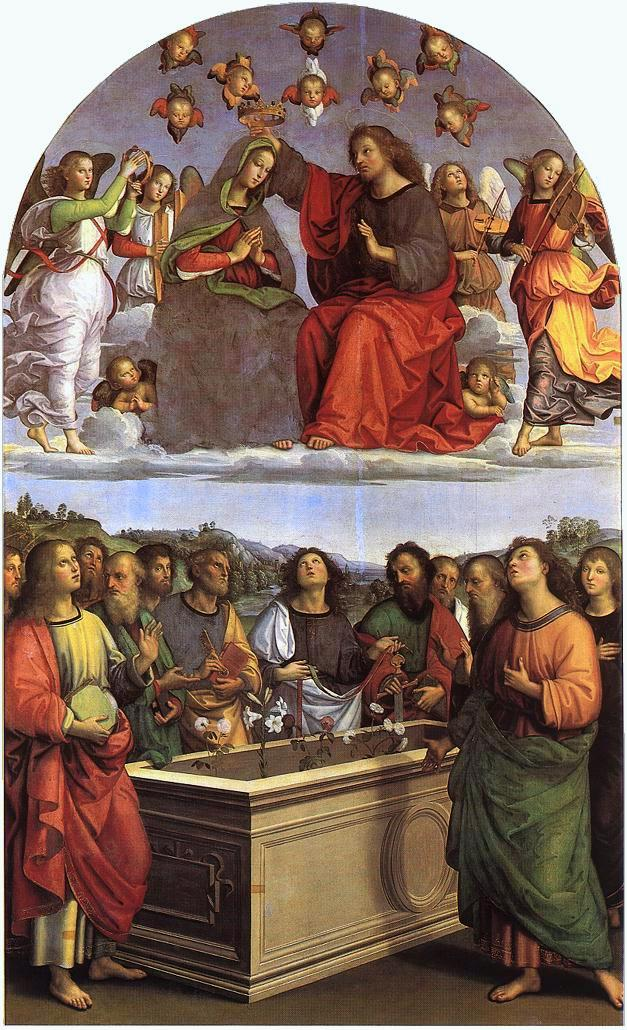
聖母戴冠　(ラファエロ)

マリア神学 (まりあしんがく、英語：Mariology ) とは、イエスの母であるマリアの神学的な研究である。マリア神学はマリアに関しての教えを系統づけて示すものであり、それはイエスによる罪の贖いや恵みについての教えのような信仰に係る部分とは別のところを教示する。キリスト教のマリア神学は聖書、伝統、教会におけるマリアについての教えを結び付けることを目的とする

。広義では、キリスト教の歴史におけるマリアへの崇敬とマリアに関する考察の研究とも言える。

## マリアに対する考えの多様性
分化したキリスト教の各教派において、マリアに対する考え方は異なっており、その差異の幅は広範囲である。多くの事例において、そのマリアに対する考え方の歴史は、挑戦を受け、そして変形され続けたが、その歴史のいかなる点でも、その考え方は持ち応えられた。諸聖人によってその著作に描かれた「聖母の出現」は、神学者やローマ教皇の回勅に影響を与えている。数世紀を過ぎ、このようにして、カトリック教会のマリア神学は 「信仰のセンス」から、この「聖母の出現」に渡る様々な圧力により形を変えてきた。

### 聖公会
聖公会の「マリア論」 は、カトリック教会に考え方が近い「アングロ・カトリック/ハイ・チャーチ系」から、よりプロテスタント的な考えをする「エヴァンジェルズ/ロウ・チャーチ」系まで、多岐に分類される。
聖公会は正規のマリアの祝日として、次の6つの日を祝う。「受胎告知(5月25日)」、「エリザベト訪問(3月31日)」、「主の母聖マリヤ日(8月15日　カトリック教会では被昇天の日)」、「おとめ聖マリヤの誕生日(9月8日)」、「ウォルシンガムの聖マリヤ祝日(10月15日)」、「無原罪のマリアの祝日(12月8日)」。
聖公会は一般的に、「神の母」や処女懐胎など、カトリック教会とマリアに関する基本的な信仰を共通するが、それにもかかわらず、聖公会・諸教会の集まりであるアングリカン・コミュニオンにおいては、それぞれの諸教会で、マリア神学に対する系統だった一般合意が存在しない。しかしながら、マリアの「神との仲介者」としての役割については、いくつかの近代の聖公会系神学者グループが認めている。

### 正教会
正教会の神学者はマリアを「生神女」(しょうしんじょ:Theotokos テオトコスの正教会訳)と呼ぶ。これは神を産んだ者を意味し、この呼び名は、イエスが人間としての体を受けた「受肉」に係るマリアの神の母としての地位を強調する。しかしながら、これはキリスト教における「万物創造の永遠なる神」の母と言う意味ではない。マリアが「永遠の処女なる懐胎」をしたとすることは、正教会の信仰におけるマリア神学の中心に置かれるものである。そして「永遠の乙女」の称号は正教会において良く使われている。正教会のマリア神学的なアプローチは、マリアの崇高な神聖さ、罪の贖いにおけるマリアが割り当てられた役割、神からの恵みを仲介する役割を強調するものである。
正教会のマリア神学的考察はかなり古く、ダマスコのイオアンの時代まで遡る。イオアンは、8世紀において神と人間の仲介者としての役割と生神女就寝についての著作をした人物である。
14世紀において、正教会のマリア神学は、ビザンチンの神学者たちの間で繁茂した。彼らはマリア神学において宇宙的な見方をしており、イエスとマリアを共に宇宙の中心に据えて、この両者を世界の歴史の最終地点として視た。
正教会のマリア神学は、より近年の20世紀に、ロシアの神学者たちによって一新された。これによると、マリアは教会の心であり、創造の中心であるとする 。ところが、カトリック教会のマリア神学に対するアプローチと異なり、正教会のマリア神学は、マリアの無原罪の御宿りに関してはこれを支持していない。
正教会では「原罪」を、人類の元祖アダムとエヴァが犯した罪によって人間に生じた、人間性の病・ゆがみと解釈している。正教会では、マリアを「普通の人」としてとらえ、教会を体現し、クリスチャンの生き方の模範となったとする意味から、マリアを「無原罪の御宿り」とする教理に反対する。正教会の理解では、マリアは他の人間と全く代わらない普通の人として、もちろん原罪というハンディキャップも負って生まれたと解釈し、その一般の人間であるマリアが神の母となる者として、神から特別の恵みを受け、伝えられるような従順と清らかな生涯を実現させたとしている。このことは、他の人間たちも、もし、神の恵みの中で、マリアのように神の意志に同意してゆくなら、マリアの実現した生き方が可能とする。このようにして正教会は、クリスチャンが神の恵みの中に生きており、「神の性質に与る者（ペテロ後書1：4）」になる希望の内にいるのだから、マリアを「無原罪」、普通の人間より優れた生まれの者とすることは、この希望を奪い去ることだとして反対している
。
20世紀より先の時代における正教会のマリア神学は 典礼規程にほぼ完全準拠していたが、カトリック教会のマリア神学のように系統だった説明が存在していなかった。しかしながら、セルゲイ・ブルガーコフのような20世紀の神学者によって、正教会のマリア神学における詳細な系統が発展し始めた。
ブルガーコフのマリア神学における明確な記述は、神がイエス・キリストとして顕現化することの神秘において、聖霊とマリアの密接な関係を強調するものである。

### プロテスタント
プロテスタントにおけるマリヤ観 は、各教派ごとにおいて、かなりの差異が見られる。聖書や、処女降誕を明言している使徒信条、そしてマリアを神の母と呼んだ431年開催の エフェソス公会議、これらにおいて、マリアがどの解釈されているかに焦点が当てられている。いくつかの初期プロテスタント諸派は、マリアに関する芸術品を創作したり、限定された形式でマリア崇敬を許していた。今日、プロテスタント諸派はカトリック教会や正教会によって行われるマリア崇敬を共有していない。マルティン・ルター、ジャン・カルヴァン、カール・バルト などによるマリア観は、全て近代のプロテスタントにおけるマリア観に貢献している。
マリア観において異なるキリスト教の各教派において相互理解をより良く深めるために、数多くの超教派的な会議が行われ、共同文書の作成が行われてきた。

## マリア神学の発達

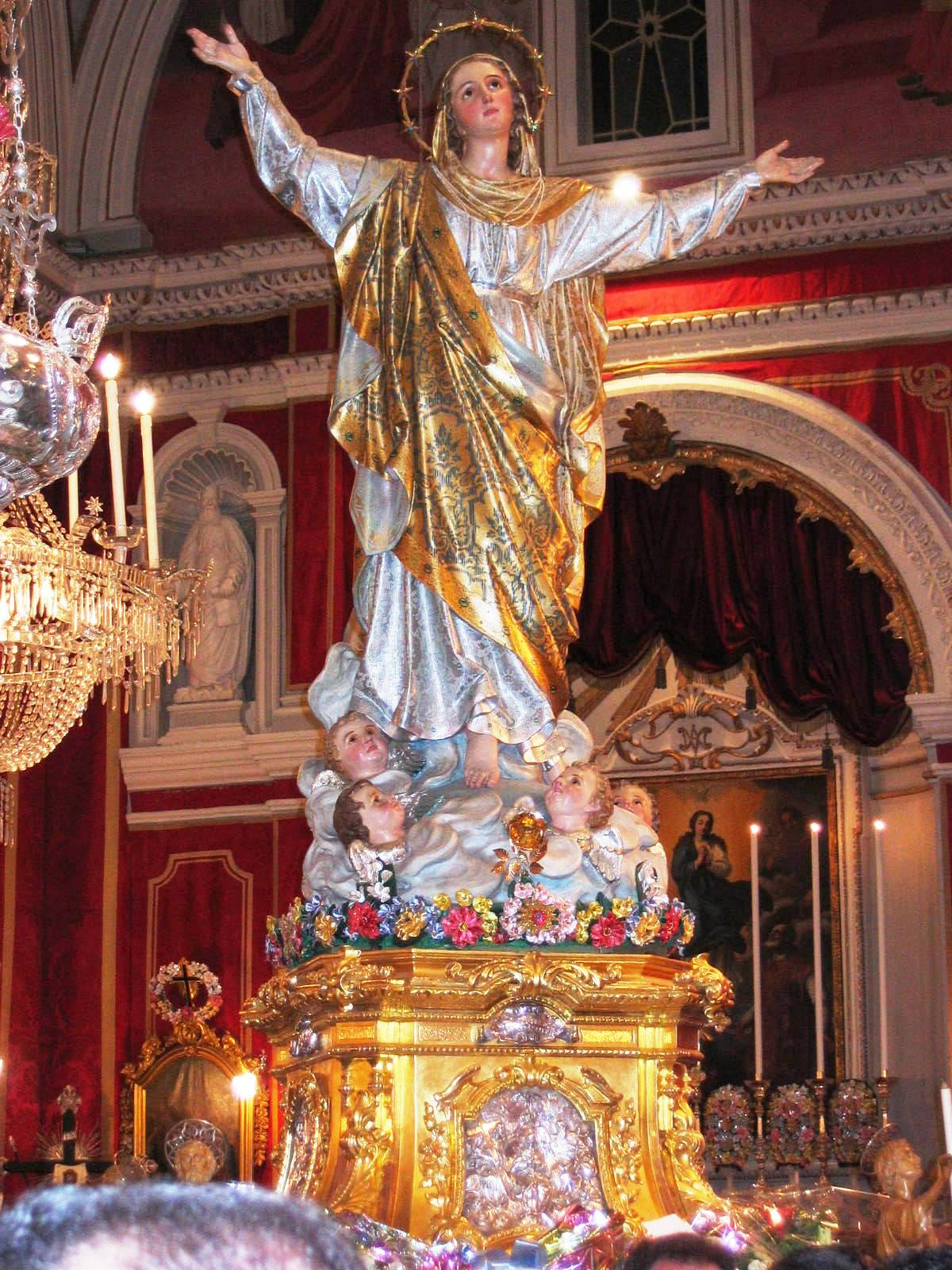
アスンタ(Assunta)の聖母マリア像 　マルタ島、アッタート(Attard)

### エフェソス公会議
431年の エフェソス公会議は形式上マリアを「テオトコス」(Theotokos)つまり、神の母・生神女として崇敬・褒め讃えることを承認した。
「テオトコス」という言葉は「マリアが生んだイエスは神である」ということを意味する際に使われる。ネストリウス派はマリアが「キリストを生んだ人」または「メシアの母」を意味するクリストトコス(Christotokos)の呼び名をむしろ選んだ。このことについて、ネストリウス派はイエスの神性を否定してはいない。彼らは神の子、または"ロゴス"が時間及びマリアが存在する前に、既に存在していたと信じ、イエスは父なる神から、神性を受けて人性は母マリアから受けたとする。そのためにマリアを「テオトコス」・神の母・生神女と呼ぶのは混乱を起こすもので、正当ではないとした。公会議における他の出席者はマリアを「テオトコス」・神の母・生神女と呼ぶことを否定すると、イエスは神ではないとする含みを持たせてしまう、とした。
エフェソス公会議は聖母子像(マリアと幼子のイエスの絵)も承認した。しかしながら、マリアに対する信心業はこの時点ですでに広まっていた。これについては、ローマの地下墓地に描かれたフレスコ画・聖母子像がそれを物語っている。初期の教父たちはマリアを"新しいイブ"と見做した。これはイブが神に対して"いいえ"と答えたのに対し、マリアは神に"はい"と答えたことによる。マリアが最初のキリスト者であり聖人であること、そしてイエスの母であることは、マリアが王であり裁くものとされる御子イエスと、苦悩する人類を取り持つ慈しみ深い仲介者であると考えられた。

### 6世紀 - 7世紀
東方においては、6世紀のビザンティン帝国における後援と公的な保護のもとに、マリアへの信心業は花盛りとなった。
しかしながら、個人的信心の対象としてのマリア人気は5世紀に始まった。これはマリアの生涯に関する聖書外典が出現したことや、マリアの遺品などへの興味によるもの、ローマの サンタ・マリア・マッジョーレ大聖堂 など、マリアの名前を冠した教会が現れ始めたことによる。

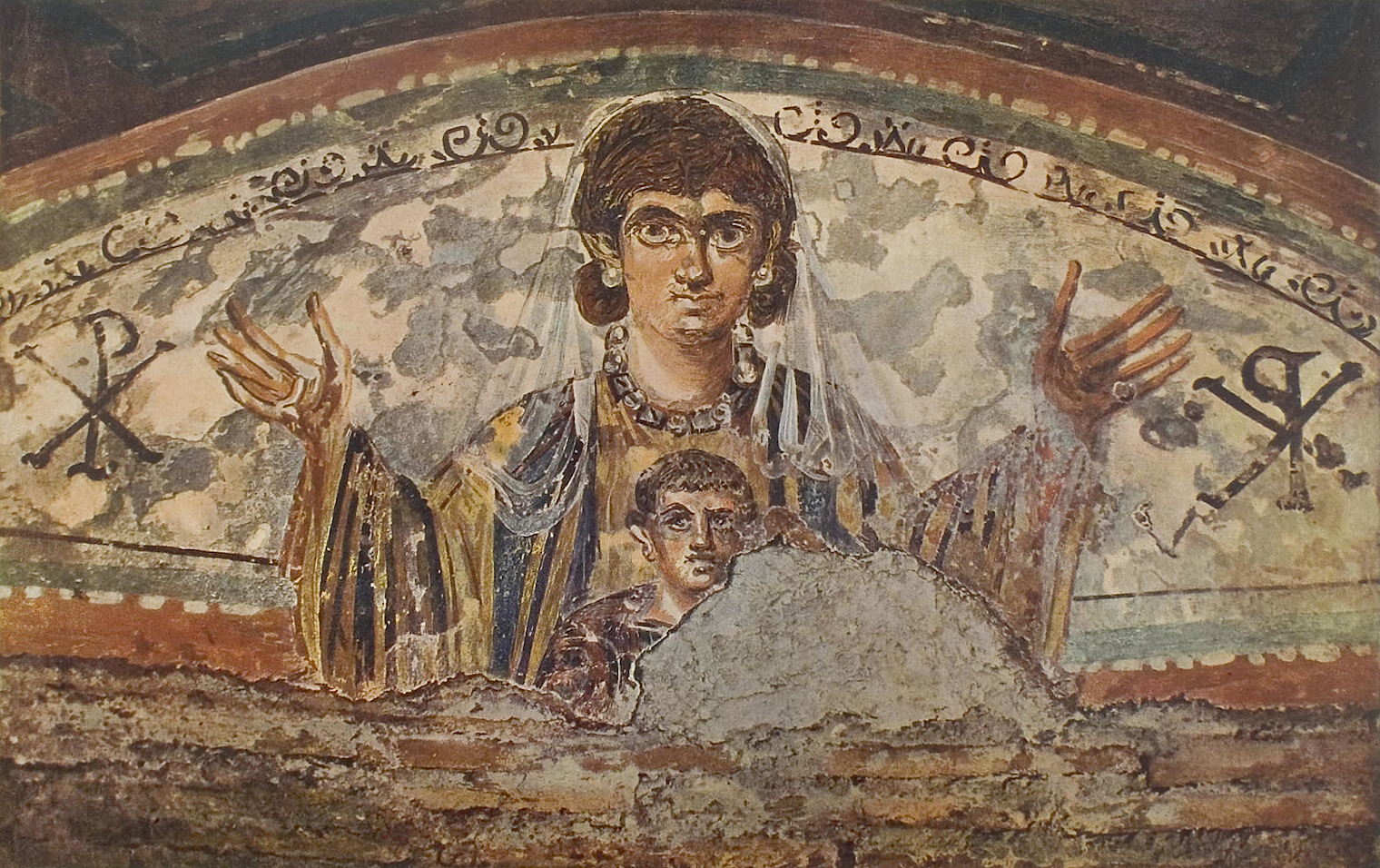
ローマの地下墓地に描かれた聖母子画のフレスコ画

7世紀の初頭、ローマにおける新しいマリアへの信心業の例は、609年にパンテオンで行われた「聖母マリアと殉教者たち」(Santa Maria ad Martyres)、初期のキリスト教徒の再奉納式、ローマ教会の中で最も古い教会の一つ「サンタ・マリア・イン・トラステヴェレ聖堂」に現れている。最も古いマリアの記念日に関する記録は、ローマ教皇セルギウス1世時代 (687年-701年)におけるローマ教会の教会暦に見ることができる。

### 中世
中世では、"新しいイヴ"としての乙女マリアへの信心業が女性の地位向上を促進した。女性はイヴの娘として蔑まれ続けていたが、崇敬される対象及び霊感を持つ者として見做されるようになった。中世において騎士道が発達すると、これに伴って、女性に対し敬意を示す概念が現れ、続いて騎士道は女性への敬意に献身するようになった。この騎士道の発達は乙女マリアに対する考え方に由来するばかりでなく、それに貢献もした。
中世の聖母崇敬は、女性、それも特に貴族社会以外の一般庶民的な女性が蔑まれていたこととは、対照的である。その時代、女性は悪の根源として見做されていたにもかかわらず、神との仲介者としてのマリアが、人類の拠り所とされたからである。中世のマリア神学の発達と女性に対する態度の変化はたがいに対応しており、たがいに共通する状況において理解することができる。

## 神学上の修養としてのマリア神学

### 神学とマリア神学
従来の神学上の論文とマリア神学を互いに影響させるには、2つの異なったアプローチの仕方があり、それは「マリアに対する考え方やその側面は従来の論文に収容されるべき」なのか、「それぞれ独立して発表されるべき」なのか、である。最初のアプローチ法は教父たちや中世時代によって行われた方法で、この方法はマリア神学が他の神学と分離することを回避できるという長所を持つ。短所としては、マリアが数多く持つその役割とマリアの人間性をそこに見ることができないこと、数あるマリア神学上の主張について、それらが個別にどう結びついているか、それをこの方法では浮き上がらせることはできないことが挙げられる。2つ目の方法には、マリア神学が他の神学から孤立してしまうこと、時によってその神学上の境界を逸脱することの欠点がある。しかしながら、これらの問題点は、論文が、救済、罪の贖いなど、各々のケースで論じられているならば、2つ目のアプローチ法で避けることが可能である。

### マリア神学的方法論
研究分野として、マリア神学は、神学の源泉や論法そして基準、そして「使徒信条」まで遡り、そこで公式にマリアになされた宣言を使って論じられる。マリア神学においては、聖書をベースとした疑問点が他より強調されている。
カトリック教会のマリア神学において、カトリック教義の全体的な状況と、他の教会の教えについても、考慮に入れられる。第2バチカン公会議で定められた「教会憲章」のマリアに関する章は聖書からの引用が21か所ある。そこにおいては、マリアに関する全体的概念、イエスの誕生及び幼子としてのイエス、いくつかの出来事についてのマリアの役割、そして十字架の下でマリアが受けた使命についてが述べられている。マリア神学的方法論で重要なことは、第2バチカン公会議においてなされたこれらの報告が抽象的な寓話としての価値しか持たないものではなく、歴史的に明かされた事実であるということで、このことについては、ローマ教皇ベネディクト16世が強調している。

### マリア神学の研究者たち
マリア神学において発表される論文内容は、神学者たちの間でも様々である。歴史的発展について発表することを好むものもいれば、マリア神学をその内容によって、教義、恵み、救済に係る役割などに分類するものもいる。また、マリアの特性（賛美、称号、与えられた特権）について発表するものもいるし、マリアを全体的神学や、イエスキリストの救済の神秘に組み込もうと試みるものもいる
カール・バルトや、カール・ラーナーのような20世紀における幾人かの卓越した神学者たちは、マリア神学をキリスト論の一部としてしか見なかった。しかし、カール・ラーナーの兄であるヒューゴ・ラーナーは、イエス・キリストとマリアが同じ家族だからといって、異なるこの2人の存在を一緒にすることに同意せず、アンブロジウス、アウグスティヌスその他の初期キリスト教会における著作者たちの記述をベースにしてマリア神学を発展させた

## ローマ・カトリック教会におけるマリア論
神であるキリストがマリアによって人間として誕生し、人類の救済のために全ての罪を背負った贖いの御業を十字架に磔されたことを前提に、マリアを神学的に規定し、さらにマリアの存在意義を探求するもの。以下の教義から出発する。
- マリアの処女性[33]
- マリアの無原罪[34]
- マリアの被昇天[35]

『教会憲章』の最終章の第8章は、
- キリストと教会の秘儀との中における神の母、おとめマリアについて（52-69）
  - 導入（52-54）
  - 救いの神秘における聖母マリアの役割（55-59）
  - 聖母マリアと教会（60-65）
  - 聖母マリアへの信心（マリア崇敬）（66-67）
  - 旅する教会の民の希望としての聖母（68-69）

とあり、マリア論が展開されている。

## 正教会におけるマリヤ敬拝（崇敬）

### 十二大祭のうちマリヤと関係があるもの
- 主の迎接祭
- 生神女福音祭
- 主の昇天祭
- 聖神降臨祭
- 生神女就寝祭
- 生神女誕生祭
- 生神女進堂祭
- 主の降誕祭

### その他
- 生神女庇護祭